# 코라브산

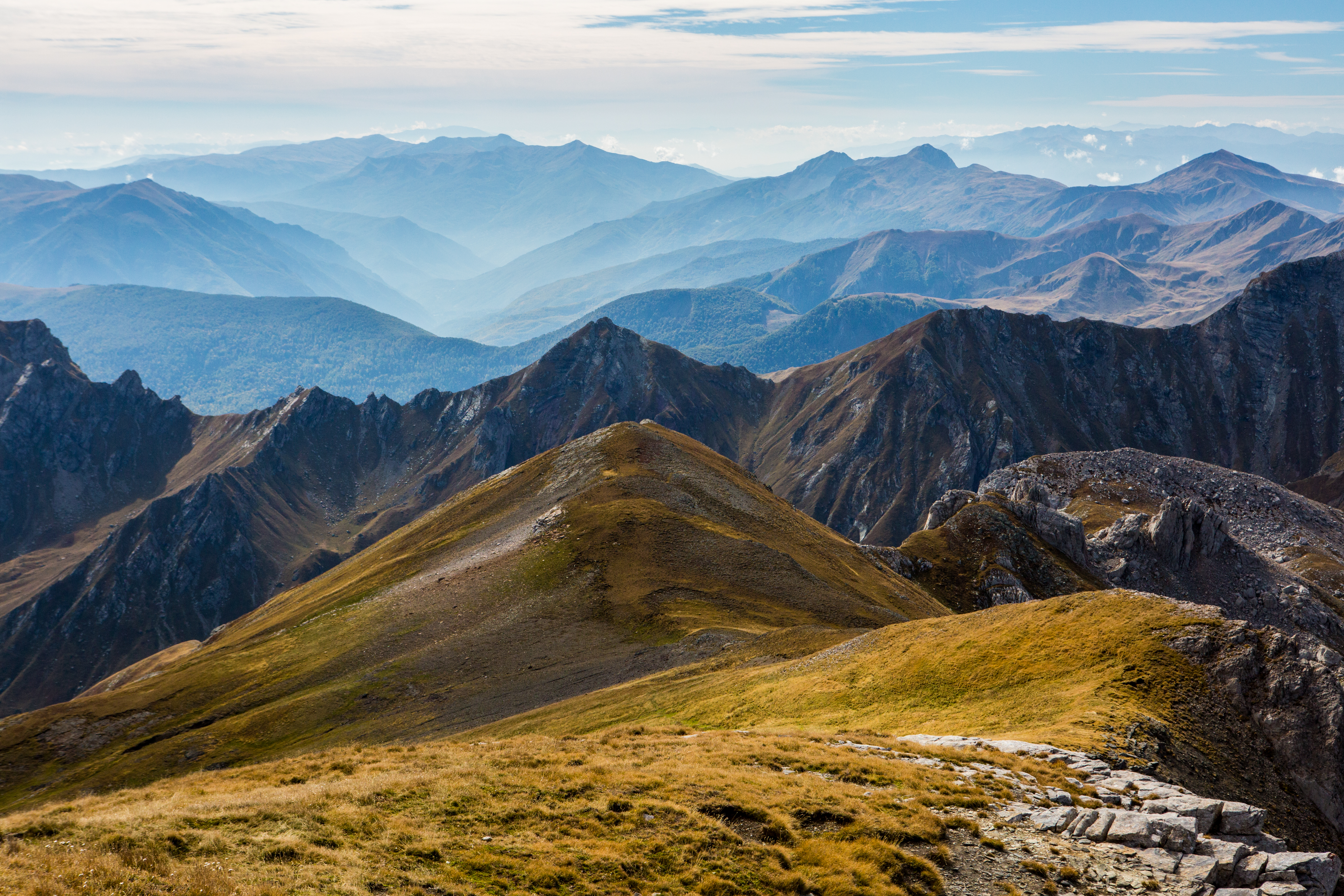
코라브산에서 바라본 남부 지역.

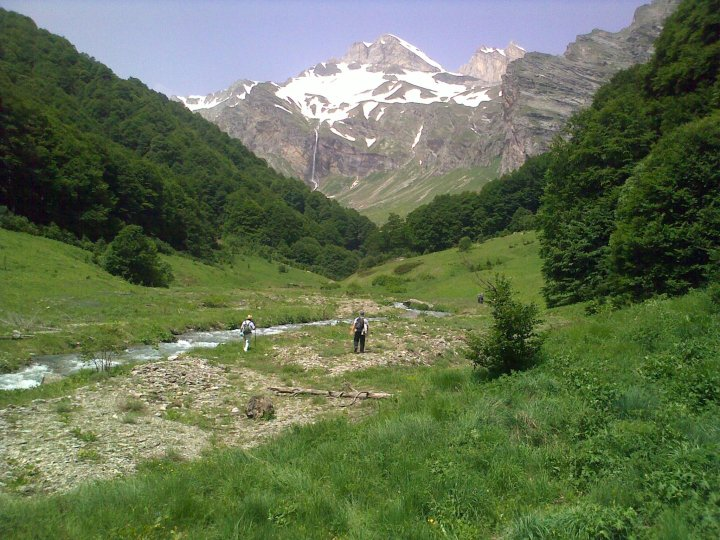
들라보카 레카 강기슭 뒤로 보이는 폭포.

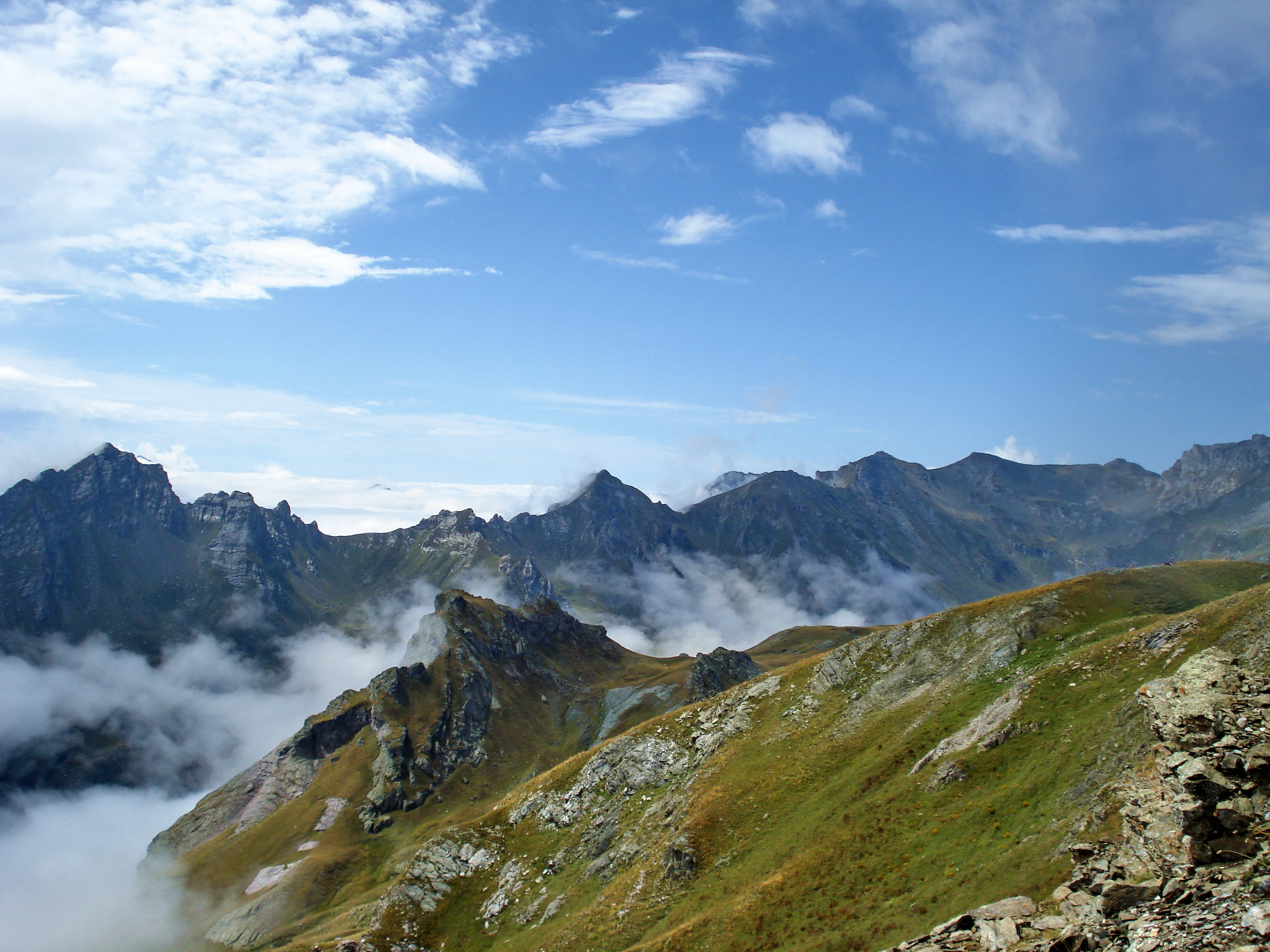
북마케도니아 국경에서 바라본 코라브산 절경.

코라브산(알바니아어: Maja e Korabit / Mali i Korabit, 마케도니아어: Голем Кораб Golem Korab)은 알바니아와 북마케도니아에서 가장 높은 산이며, 산 정상은 두 국가의 국경을 가르고 있다. 코라브산 정상은 사르산에 인접하여 있다.
2011년, 알바니아는 산 전체를 코라브-코리트니크 자연공원의 일부분으로 선포하였다. 코라브산은 북마케도니아의 국장에 그려져 있다.